# Prignitz Oriental-Ruppin
Prignitz Oriental-Ruppin (em alemão:  Ostprignitz-Ruppin) é um distrito (kreis ou landkreis) da Alemanha localizado no estado de Brandemburgo.

## Cidades e municípios
| Cidades (livres) | Ämter - associações municipais | |
| 1. Kyritz 2. Neuruppin 3. Rheinsberg 4. Wittstock Municípios (livres) 1. Fehrbellin 2. Heiligengrabe 3. Wusterhausen | 1. Lindow (Mark) 1. Herzberg 2. Lindow1, 2 3. Rüthnick 4. Vielitzsee 2. Neustadt (Dosse) 1. Breddin 2. Dreetz 3. Neustadt an der Dosse1, 2 4. Sieversdorf-Hohenofen 5. Stüdenitz-Schönermark 6. Zernitz-Lohm | 3. Temnitz 1. Dabergotz 2. Märkisch Linden 3. Storbeck-Frankendorf 4. Temnitzquell 5. Temnitztal 6. Walsleben1 |
| 1sede do Amt; 2cidade                                                                                                | | |